# 30805 Mikimasa
30805 Mikimasa è un asteroide della fascia principale. Scoperto nel 1989, presenta un'orbita caratterizzata da un semiasse maggiore pari a 2,530505 UA e da un'eccentricità di 0,293750, inclinata di 6,058012° rispetto all'eclittica.